# Чорна садова мурашка
Чорна садова мурашка (лат. Lasius niger) — вид з роду Lasius, підродини Formicinae. Вид дуже поширений і зустрічається по всій території Європи та в деяких частинах Північної Америки, Південної Америки, Азії та Австралазії. Європейський вид поділяється на два види; L. niger, який зустрічаються на відкритих місцях; і L. platythorax, який зустрічається в лісовій місцевості. Вид моногінний, тобто колонії містять лише одну королеву.
У колоніях Lasius niger зазвичай налічується від 4000 до 7000 робітників, але в окремих випадках їхня чисельність може досягати 40,000. Королева може жити до 29 років, що є найдовшою тривалістю життя серед еусоціальних комах. На ранніх стадіях заснування колонії в гнізді може бути дві-три матки. Вони будуть терпіти одна одну, поки не вилупляться перші робітники, потім, швидше за все, вони почнуть битися, поки в живих не залишиться тільки одна королева. У лабораторних умовах мурахи-робітники можуть прожити як мінімум 4 роки.
У колоніях Lasius niger можуть паразитувати тимчасові соціальні паразити групи Lasius mixtus, включаючи Lasius mixtus і Lasius umbratus.

## Будова
Робітники мають довжину тіла 3–5 мм та глянцево-чорне забарвлення. Відомо, що робітники збільшуються в розмірах з поколіннями, коли колонія старіє.
Самці 3,5–4,5 мм завдовжки, мають тонке тіло з чорним забарвленням. Самці народжуються тільки коли наближається шлюбний політ. Тіло відрізняється від робітників за формою, зовні нагадує осу. Мають крила довжиною 5-7 мм.

Матка 9 мм завдовжки, глянцево-чорного забарвлення з невеликими коричневими смужками на животі. Після спаровування матка відкидає свої крила і харчується м'язами крил протягом зими. Гніздиться під землею, зазвичай під камінням, а також у гнилій деревині та під корінням. Мурахи харчуються нектаром, падью, дрібними комахами, такими як личинки плодожерки яблуневої, фруктами, вирощують тлю, тарганів, жуків.

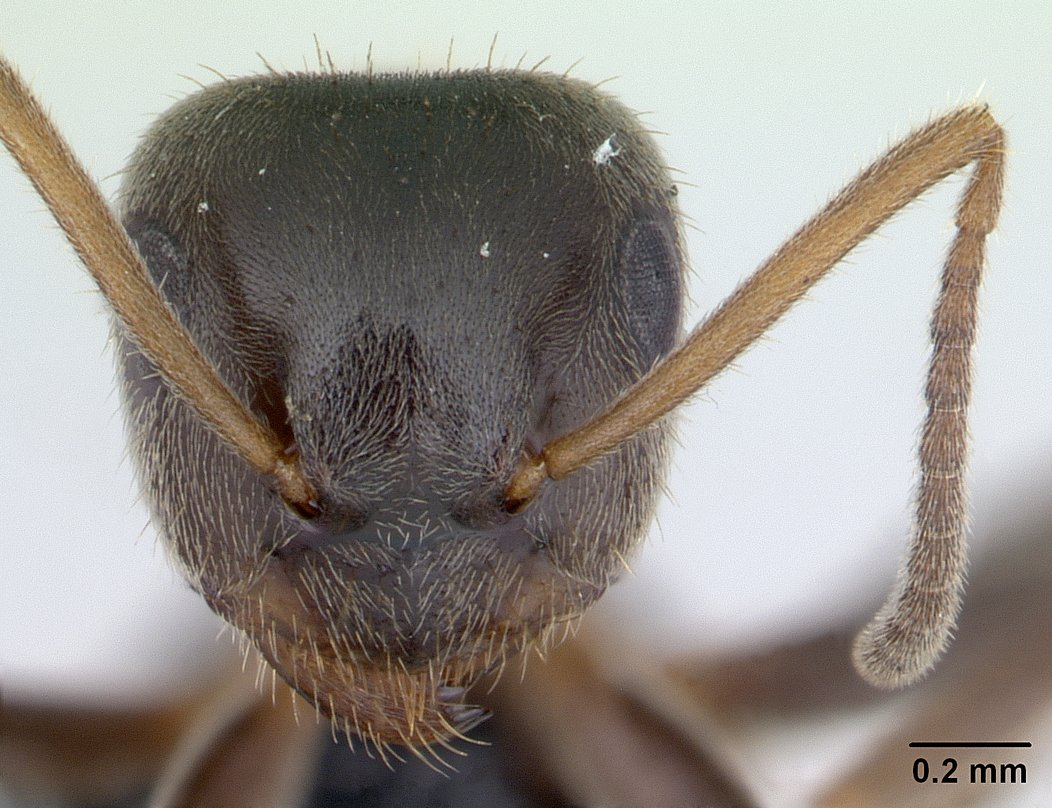
Голова робітника
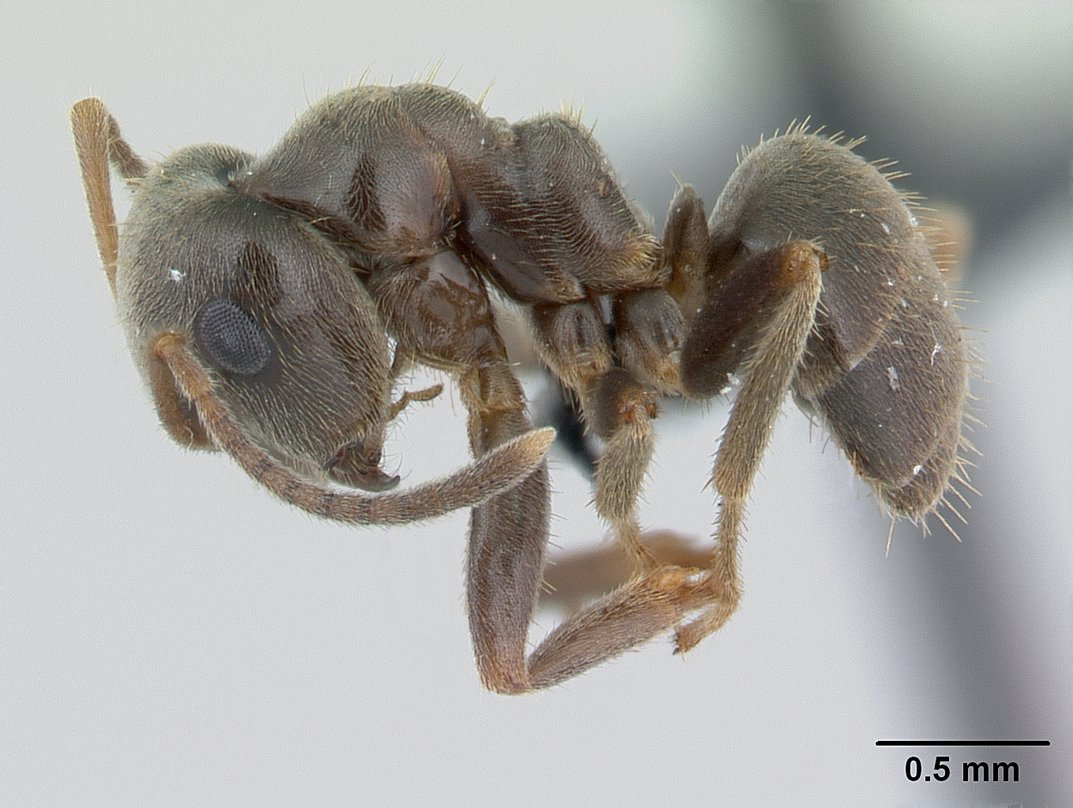
Тіло робітника
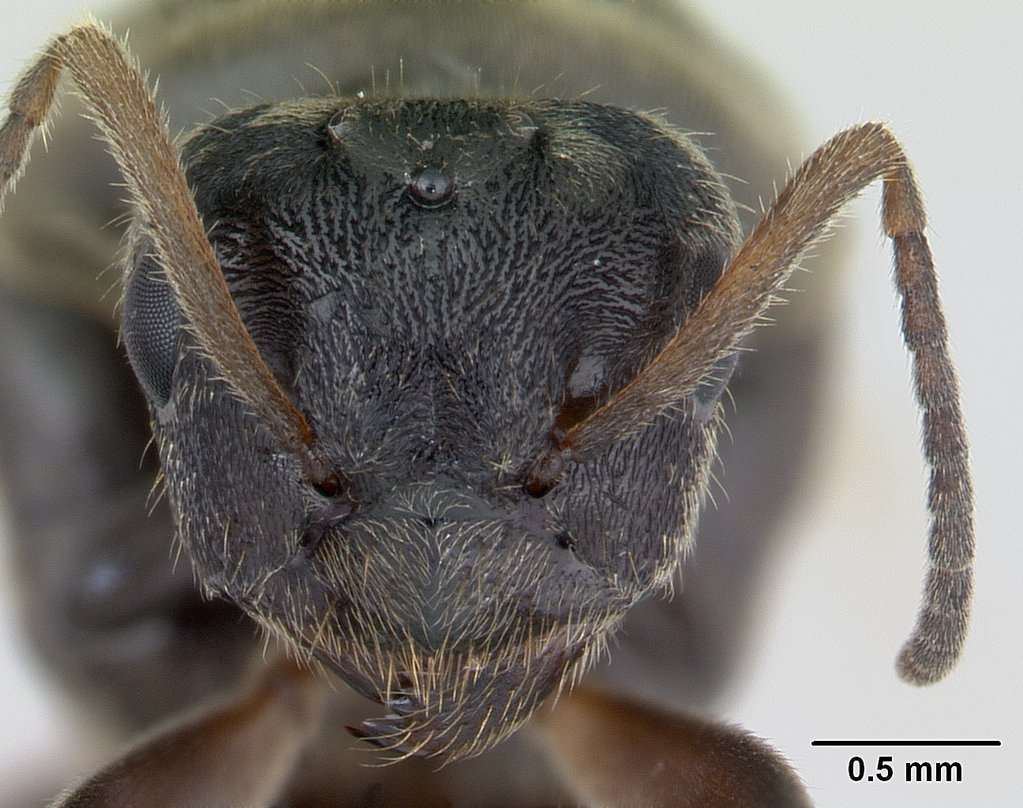
Голова матки
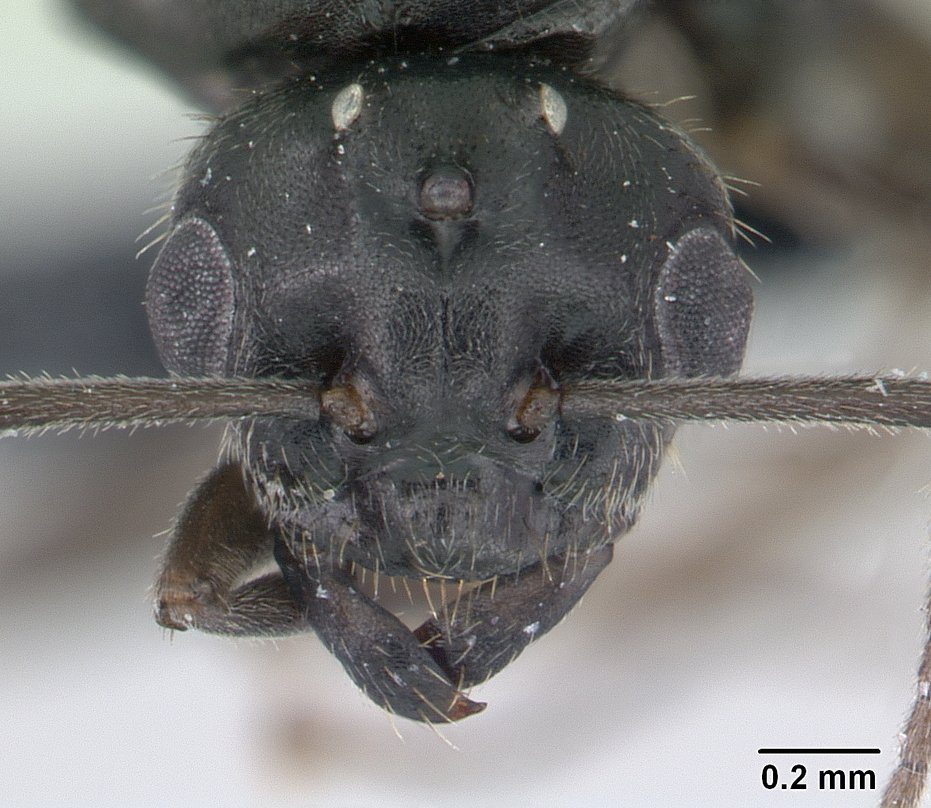
Голова самця

## Життєвий цикл

### Шлюбні польоти
Шлюбні польоти Lasius niger зазвичай відбуваються з червня по вересень по всьому ареалі виду; у Північній Америці польоти зазвичай відбуваються восени, тоді як у Європі вони зазвичай відбуваються протягом спекотних літніх місяців у липні та серпні. В польотах можуть брати участь тисячі крилатих самців та самок.

Після того, як королеви спаровуються, вони приземляються, відкидають свої крила та починають шукати підходяще місце для заснування колонії. Тим часом самці зазвичай живуть лише день або два після шлюбних польотів, після чого гинуть.

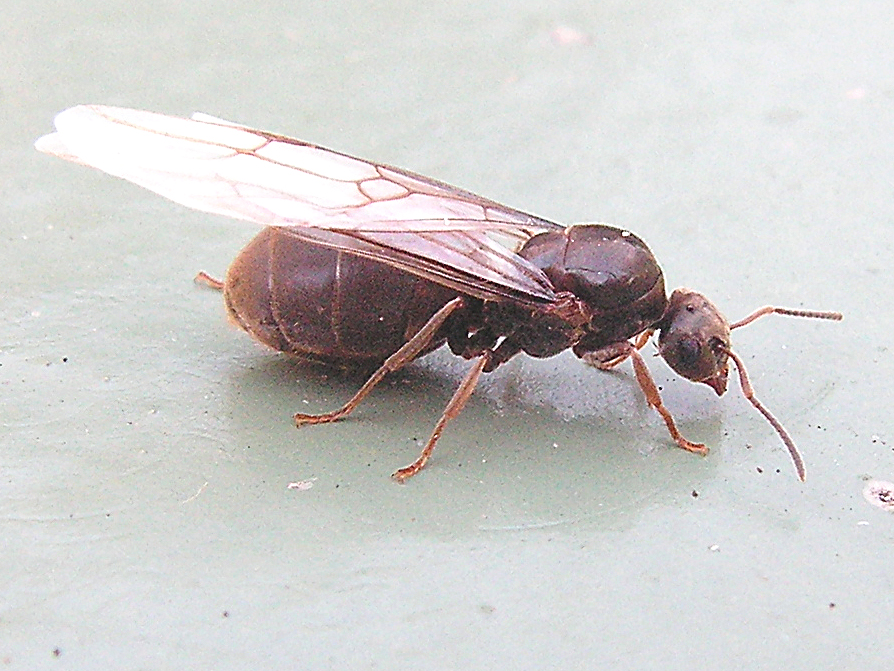
Матка з крилами
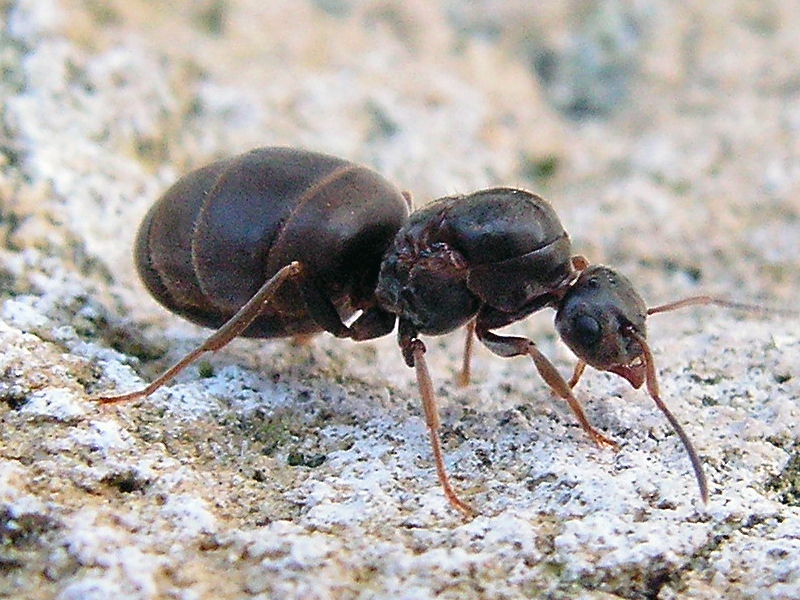
Матка без крил
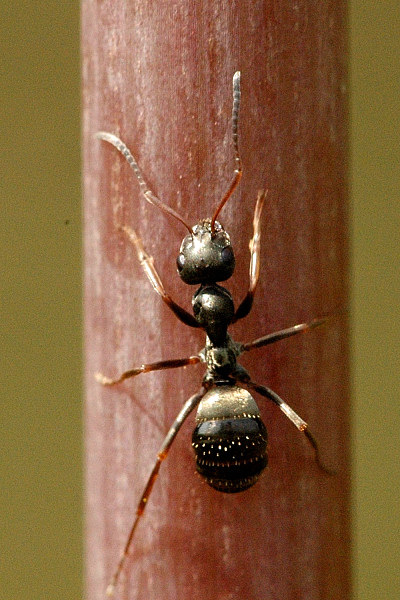
Мураха-робітник
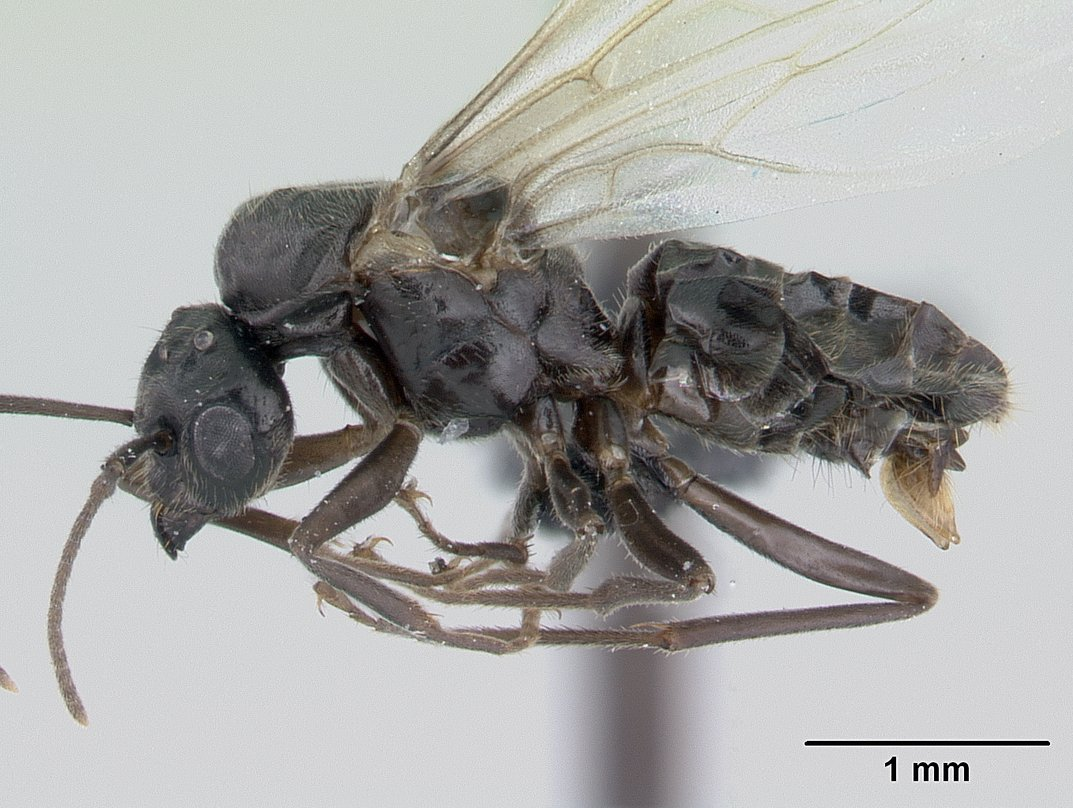
Самець

### Нове гніздо
Відкинувши свої крила, матка починає рухатися, щоб знайти вологу землю, а потім починає рити тунель. Після того, як тунель буде готовий, матка заблокує вхід і спуститься на його дно. Згодом вона викопає невелику камеру. Це буде клаустральна кімната нової колонії. Як правило, матка починає відкладати яйця відразу після будівництва камери, і яйця вилуплюються через 8–10 тижнів. Поки яйця не вилупляться і личинки не виростуть до зрілості, матка не їсть, покладаючись на білок м'язів її крил, який в цей час розщеплюється та перетравлюється. У деяких випадках матка може з'їсти власні яйця, для того щоб вижити.

### Дозрівання мурах

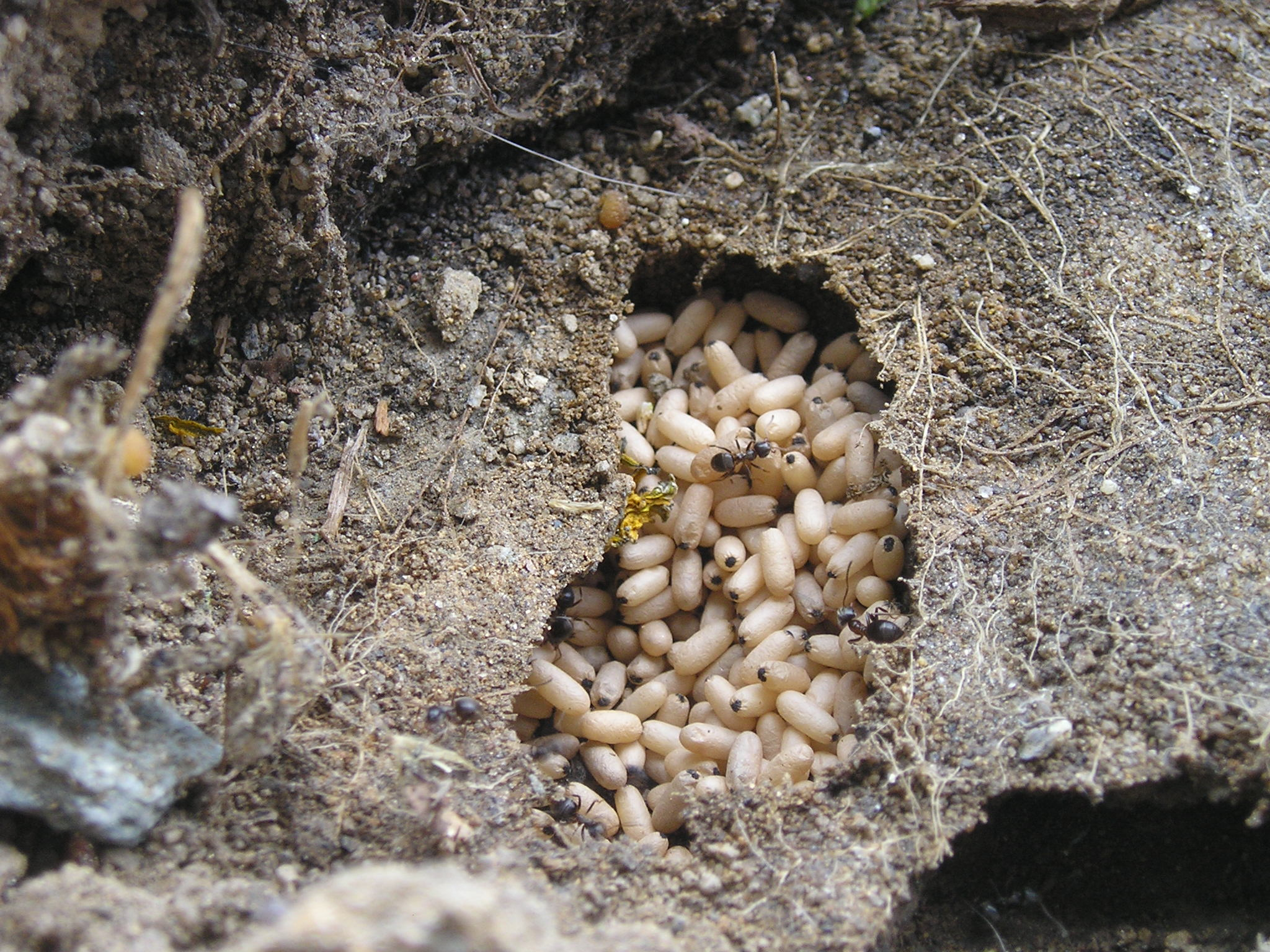
Личинки в гнізді Lasius niger

Lasius niger, як і інші мурахи, має чотири стадії розвитку: яйце, личинка, лялечка і доросла особина. Королева відкладає крихітні білі ниркоподібні яйця з гладкою липкою поверхнею, завдяки якій робітники можуть переносити багато яєць водночас. Після вилуплення Lasius niger переходить до стадії личинки, схожої на крихітних червів. Личинок має годувати матка (або робочі у випадку вже створеної колонії); коли вони харчуються, то ростуть та линяють (загалом вони скидають свою шкіру 3 рази). З кожною линькою личинки відрощують гачкуваті волоски, завдяки яким їх можна переносити групами. Коли личинки Lasius niger досягають останньої линьки, вони, як правило, стають занадто великими, щоб носити їх як частину групи, тому вони переносяться по одному. Коли личинка достатньо виростає, то вона починає обертати навколо себе кокон. Щоб сприяти цьому процесу, матка (або робітники) можуть закопати личинку в землю, щоб вона могла спокійно крутити свій кокон і розпочати процес метаморфозу. Після завершення цього процесу Lasius niger виходить із кокона. На цій стадії мураха має біле забарвлення, але протягом години після народження вона міняє своє забарвлення і стає чорною.

### Заснування колонії
Перші мурахи-робітники, які з'являються у колонії мають дуже малий розмір порівняно з наступними поколіннями. У цей момент робітники негайно починають розширювати гніздо та доглядати за маткою та личинками; з часом вони розчищають вхід у гніздо і починають добувати їжу на поверхні. Це критичний час для колонії, оскільки робітникам потрібно швидко збирати їжу, щоб підтримувати майбутній ріст і, зокрема, годувати голодну королеву, яка за цей час втратила приблизно 50 % своєї ваги. З цього моменту темп відкладення яєць значно збільшиться, і стане єдиною функцією матки у колонії. Наступні покоління робочих мурах стануть більшими, сильнішими та агресивнішими, оскільки вони будуть отримувати більше їжі на стадії личинки. За умови, що робітники зможуть регулярно добувати їжу, на цьому етапі населення колонії буде експоненціально зростати. Через кілька років, коли колонія добре закріпиться, матка відкладе яйця, з яких вилупляться інші матки та самці. Чорні мурахи часто будують великі гнізда з розгалуженими тунелями.
Будуючи свою колонію, мурахи структурують її так, щоб перешкоджати передачі різних зараз. Різні групи мурах всередині колонії розділені обмеженою кількістю сполучних тунелів, що забезпечує кращий захист для вразливих членів вулика, таких як личинки та лялечки, а також матка. Крім того, було помічено, що окремі заражені мурахи проводять більше часу, шукаючи їжу за межами мурашника, вибираючись далі, ніж інші мурахи, і всіляк обмежують свою взаємодію з іншими мурахами.